# Anthurium montanum
Anthurium montanum là một loài thực vật có hoa trong họ Ráy (Araceae). Loài này được Hemsl. miêu tả khoa học đầu tiên năm 1879.